# Danielita
Danielita is een geslacht van kreeftachtigen uit de klasse van de Malacostraca (hogere kreeftachtigen).

## Soort
- Danielita edwardsii (MacLeay, 1838)